# Cellador
Cellador ist eine US-amerikanische Power-Metal-Band aus Omaha, Nebraska, die im Jahr 2003 gegründet wurde.

## Geschichte
Die Band wurde im Jahr 2003 gegründet. Die Gruppe entwickelte die ersten Lieder und veröffentlichte im Jahr 2005 die EP Leaving All Behind. Außerdem spielte die Band ihre ersten Liveauftritte im mittleren Westen der USA. Dadurch wurde Metal Blade Records auf die Band aufmerksam und nahm diese unter Vertrag. Im Jahr 2006 wurde bei diesem Label das Debütalbum Enter Deception veröffentlicht. In den nächsten zwei Jahren spielte die Band diverse Konzerte, um das Album zu bewerben. Gegen Ende 2008 begab sich die Band nach diversen Besetzungswechseln in eine Pause. Dadurch wurde das geplante zweite Album For All Or Nothing bisher noch nicht veröffentlicht. Nach eineinhalb Jahren fand die Band wieder zusammen und befindet sich momentan auf der Suche nach neuen Mitgliedern.

## Stil
Die Band spielt klassischen Power Metal, der mit alten Werken von Helloween oder auch Dragonforce vergleichbar ist.

## Diskografie
- The Burning Blue (Demo, 2004, Eigenveröffentlichung)
- Leaving All Behind (EP, 2005, Eigenveröffentlichung)
- Enter Deception (Album, 2006, Metal Blade Records)
- Honor Forth (EP, 2011, Celladark Music)
- Off the Grid (Album, 2017)